# Lyssomanes sylvicola
Lyssomanes sylvicola là một loài nhện trong họ Salticidae.
Loài này thuộc chi Lyssomanes. Lyssomanes sylvicola được María Elena Galiano miêu tả năm 1980.